# ويليام كليفورد (ممثل)
ويليام كليفورد (بالإنجليزية: William Clifford)‏ هو كاتب سيناريو وممثل أمريكي، ولد في 27 يونيو 1877 بسينسيناتي في الولايات المتحدة، وتوفي في 23 ديسمبر 1941 بلوس أنجلوس في الولايات المتحدة.

## وصلات خارجية
- ويليام كليفورد على موقع IMDb (الإنجليزية)
- ويليام كليفورد على موقع ألو سيني (الفرنسية)
- ويليام كليفورد على موقع أول موفي (الإنجليزية)
- ويليام كليفورد على موقع قاعدة بيانات برودواي على الإنترنت (الإنجليزية)
- ويليام كليفورد على موقع قاعدة بيانات الفيلم (الإنجليزية)
- ويليام كليفورد على موقع كينوبويسك (الروسية)